# Igo van Bohemen

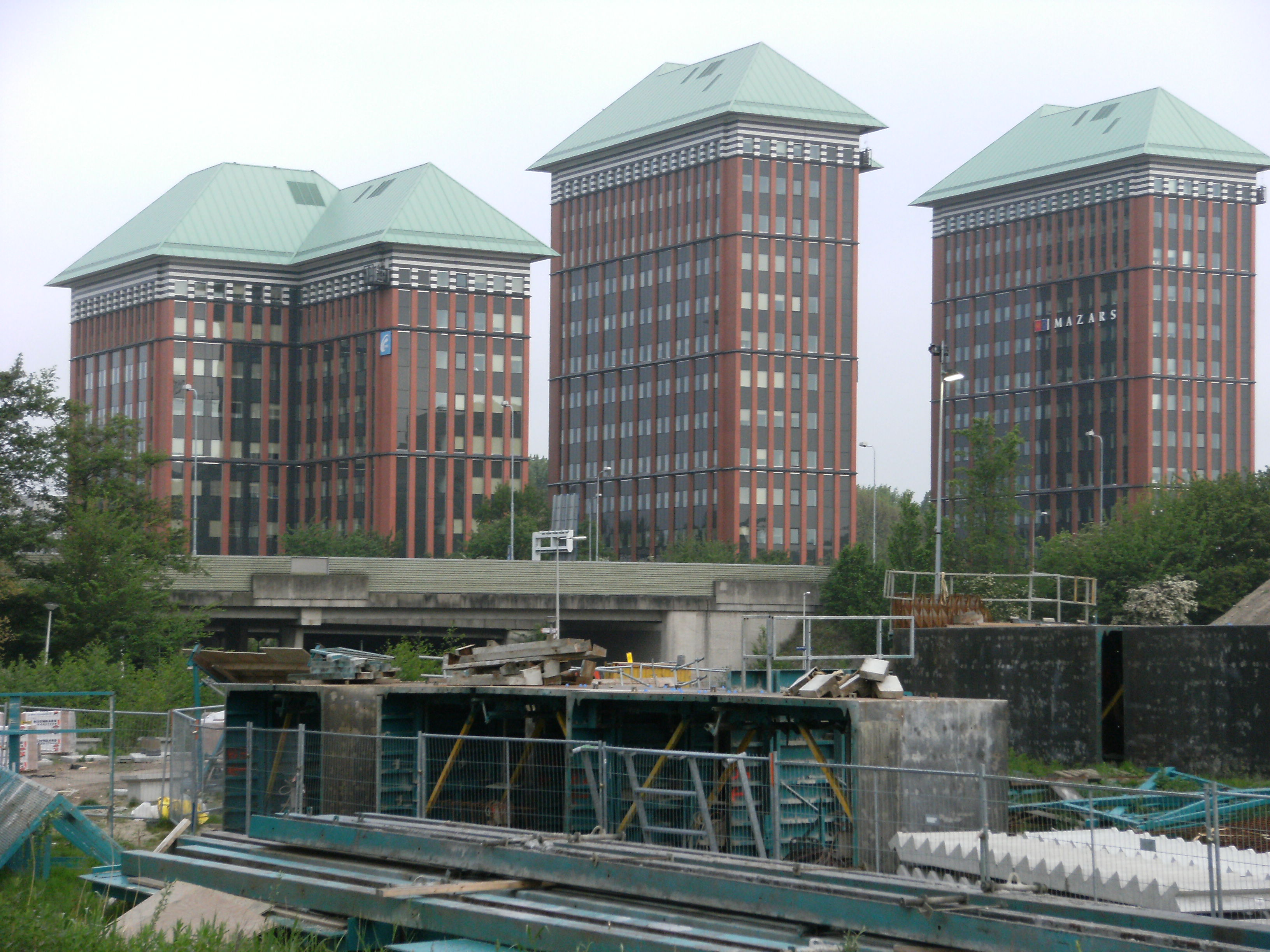
Queen Towers (2000) van Van Bohemen en Weeber

Ignatius Leonardus Adrianus (Igo) van Bohemen (Veur, 15 maart 1932 – Wassenaar, 10 januari 2024) was een Nederlands ondernemer op vastgoedgebied.
Van Bohemen was zoon van Jacoba Johanna Dobbe en boer Jacobus Nicolaas van Bohemen. Zelf was hij getrouwd met Annemiek (J.B.M.) Kolmeijer; het echtpaar heeft/had drie kinderen.
Hij zat al vroeg in de handel. Op twaalfjarige leeftijd hielp hij de plaatselijk melkboer en handelde ook in boerderijdieren. Zijn schoolopleiding werd onderbroken door Tweede Wereldoorlog. Desalniettemin kon hij gaan werken als accountant en studeerde 's avonds bij aan de Hogereburgerschool. Daarbij sloot hij eigenlijk opvolging binnen het boerenbedrijf uit.
In 1960 kwam hij in de onroerendgoedwereld terecht; hij ging als accountant werken voor Nijhan, een relatief kleine projectontwikkelaar in Amsterdam, alwaar hij doorgroeide tot salesmanager. In 1970 startte hij zijn eigen bedrijf Bohemen Vastgoed; zijn vrouw kwam bij hem in dienst en deed de administratie. In die jaren werkte hij met architect en stedenbouwkundige Carl Weeber. Drie in het oog springende projecten zijn het Bohemenhuis in Den Haag, Weenagebouw in Rotterdam en Queens Towers in Amsterdam. Dichter bij huis ontwikkelde hij de wijk Sijtwenden met Sijtwendetunnel in Leidschendam. Anderzijds liet hij vakantieparken bouwen tot in Mexico aan toe. In 2003 verkocht hij zijn bedrijf. Van Bohemen had ook bemoeienissen met NEPROM en professionaliseerde vanuit zijn bedrijf genoemde bedrijfstak.
Hij had niet alleen interesse voor nieuwbouw, maar bemoeide zich ook met cultureel erfgoed in zijn woonplaats, bijvoorbeeld houtzaagmolen De Salamander rond 1994, en omgeving. Hij was voorts initiator van beeldengroep De Damwachters van Hans Kuyper (2013). In dat jaar ontving hij een gemeentelijke onderscheiding (UBU) voor zijn inzet binnen de gemeente. Met zijn dochter Petra wist hij zijn familiegeschiedenis tot 1525 terug te halen, het kwam uit onder de titel Van Bohemen, spraakmakende verhalen van tien generaties boeren (1558-2023); het verscheen postuum bij Walburg Pers.
Igo van Bohemen werd begraven op begraafplaats Noorthey in Leidschendam. 